# All your base are belong to us

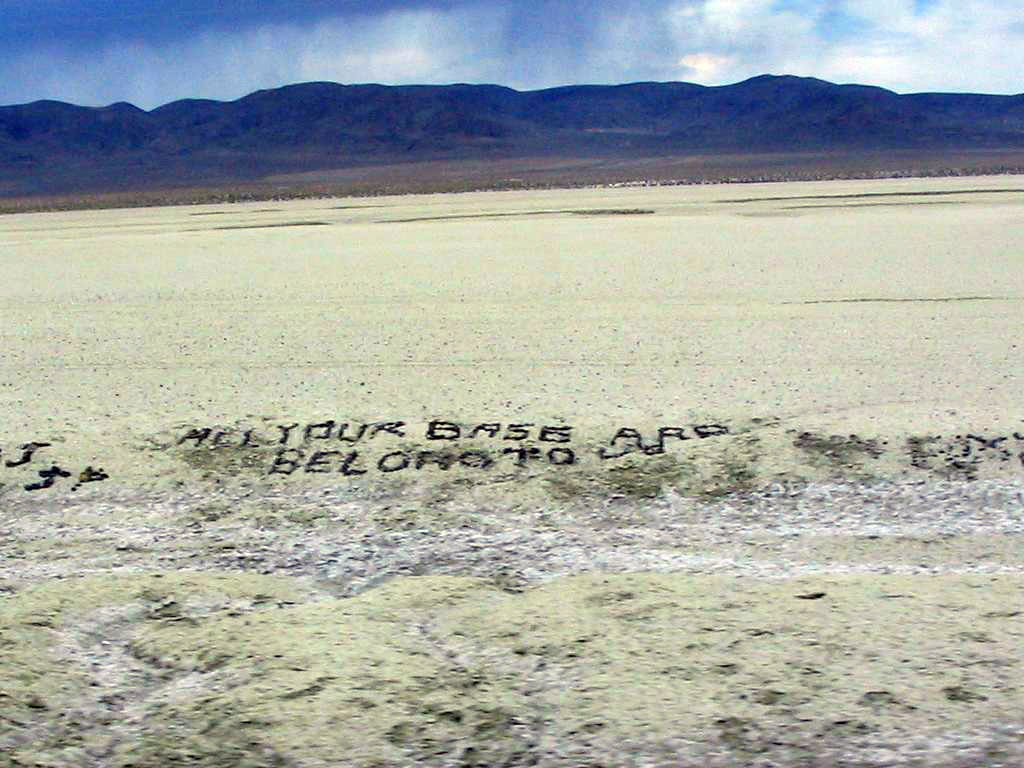
Graffiti des Spruchs neben der U.S. Route 50 in Nevada

All your base are belong to us (AYBABTU, englisch), wörtlich: All eure/deine Stützpunkt sind gehören uns oder auch Euer/dein ganzer Stützpunkt sind gehören uns, ist ein Zitat aus der Eröffnungssequenz des Computerspiels Zero Wing und steht für ein Internetphänomen der Jahre 2001 und 2002.

## Geschichte
Das Spiel Zero Wing, ein horizontal scrollendes Weltraum-Shoot-’em-up, das 1989 für Arcade-Maschinen und Sega Mega Drive erschien, blieb an sich unbedeutend. Die Übersetzung des Eröffnungstextes aus dem Japanischen ins Englische für den westlichen Markt war jedoch dermaßen holprig, dass dieser im englischen Sprachraum für einiges Aufsehen sorgte. Zu seinem Ruhm kam der Spruch erst in den Jahren 1999 bis 2001. Viele der unfreiwillig komischen Sätze dieser Sequenz wurden von der Internetgemeinschaft, vor allem im Umfeld der Computerspiele-Szene, als Meme übernommen.
Die Grundlage für diesen Hype schuf ein Mitglied des TribalWar-Forums, Bad_CRC, der am 16. Dezember 2000 einen „All your base are belong to us“-Thread eröffnete und die ersten Fotomontagen erstellte. In mehr oder weniger bekannten Bildern wurde dabei in irgendeiner Form der Spruch „All your base are belong to us“ eingearbeitet. Als musikalische Untermalung dient das Lied Invasion of the Gabber Robots der Gruppe The Laziest Men on Mars. Dieses Video beginnt mit einer gekürzten Version des Zero-Wing-Intros, bei dem der gesprochene Text mit Hilfe der Computerstimme Microsoft Sam intoniert wurde.
Dieses Flash-Video machte das Zitat über die Grenzen der Videospiel-Foren einem breiteren Publikum bekannt. Bald folgten versteckte Anspielungen auf „All your base“ auf bekannten Internetseiten. Die Phrase wurde somit vom Insiderwitz unter Videospielern und Geeks zu einem Massenphänomen, über das auch Medien wie das Time Magazine und Wired berichteten.
Einige Spielentwickler bauten „All your base are belong to us“ als Cheat in ihre Echtzeit-Strategiespiele ein, so ist es etwa in Empire Earth und Warcraft III zu finden. Ein 2009 bekanntes Beispiel war ein Musikvideo zum Strategiespiel Command & Conquer: Alarmstufe Rot 3, in dem der Star-Trek-Darsteller George Takei diesen Satz vorträgt.
Am 5. September 2009 verwendete Google ein Google-Doodle, auf dem ein UFO das zweite „O“ im Schriftzug mit einem Transportstrahl augenscheinlich an Bord zu transferieren versucht. Ein Klick auf das Doodle zeigte Suchergebnisse mit dem Namen Rätselhaftes Phänomen. Wenig später wurde vom Account Googles die Zahlenkombination „1.12.12 25.15.21.18 15 1.18.5 2.5.12.15.14.7 20.15 21.19“ getwittert, welche übersetzt ({\displaystyle a=1}, {\displaystyle b=2}, {\displaystyle c=3}, …) „All your O are belong to us“ („All eure O sind gehören uns“) bedeutet. Google griff damit ebenfalls den Internetkult auf.
Im Betriebssystem OpenVMS ist ein undokumentierter Rückgabewert enthalten, der als „%SYSTEM-F-GAMEOVER, all your base are belong to us“ übersetzt wird.
In der Futurama-Folge „Geschichten von Interesse II“ sagt ein Alien den Satz.
In der 10. Episode von Real Humans – Echte Menschen, Staffel 1, gibt die Hubot Bea während des Einbruchs im schwedischen Geheimdienst das Akronym "AYBABTU" als Passwort in einen Computer ein.
Elon Musk verwendete die Formulierung „All Our Patent Are Belong To You“, als er die Freigabe seiner Patente um Tesla ankündigte.
In der App Google Play Games wurde nach Eingabe des Konami Codes die Meldung „Erfolg freigeschaltet - All your game are belong to us“ angezeigt.